# Joshua Haas
Joshua Haas (* 1994) ist ein deutscher American-Football-Spieler. Er spielt überwiegend auf der Position des Slot Receivers, kann aber auch als Wide Receiver oder Runningback eingesetzt werden. Zu seinen größten Erfolgen zählt der Gewinn zweier deutscher Meistertitel.

## Werdegang
Haas begann 2009 im Nachwuchsbereich der Fighting Farmers Montabaur mit dem American Football und wechselte 2012 in den Herrenkader. Mit der deutschen U19-Nationalmannschaft wurde er Dritter bei der Junioren-Europameisterschaft 2013 in Köln. Nach Abschluss der Saison 2015 wurde Haas teamintern als wertvollster Offensivspieler ausgezeichnet. 2016 schloss sich Haas den Wiesbaden Phantoms an, die in der zweiten deutschen Liga spielten. Im März 2017 wurde Haas zu einem Nationalmannschaft-Trainingslager eingeladen. Haas fing in der GFL2-Saison 2017 38 Pässe für 471 Yards und sechs Touchdowns, womit er die Phantoms in Receptions und Yards anführte.
Zur GFL-Saison 2018 wechselte Haas zu den Schwäbisch Hall Unicorns. In seiner ersten Saison mit dem baden-württembergischen Team erreichte er ungeschlagen den German Bowl XL, den die Unicorns für sich entscheiden konnten. In den Jahren 2021 und 2022 gewann Haas mit den Unicorns den CEFL Bowl. Darüber hinaus trug er in der GFL-Saison 2022 mit einem Receiving und einem Rushing Touchdown zu seinem zweiten deutschen Meistertitel bei.
Für die Saison 2023 unterschrieb Haas einen Vertrag bei Stuttgart Surge aus der European League of Football (ELF). Zuvor war ein Großteil des vorherigen Unicorns-Trainerstabs, darunter Head Coach Jordan Neuman, ebenfalls zur Surge gewechselt.

## Statistiken
| Jahr                    | Team                     | Spiele | Receiving | Receiving | Receiving | Receiving | Receiving | Rushing | Rushing | Rushing | Rushing | Rushing |
| Jahr                    | Team                     | Spiele | Rec       | Yds       | Avg       | TD        | Lng       | Att     | Yds     | Avg     | TD      | Lng     |
| ----------------------- | ------------------------ | ------ | --------- | --------- | --------- | --------- | --------- | ------- | ------- | ------- | ------- | ------- |
| German Football League  |                          |        |           |           |           |           |           |         |         |         |         |         |
| 2018                    | Schwäbisch Hall Unicorns | 16     | 18        | 196       | 10,9      | 2         | 33        | 02      | 004     | 02,0    | 0       | 07      |
| 2019                    | Schwäbisch Hall Unicorns | 12     | 24        | 274       | 11,4      | 3         | 34        | 11      | 091     | 08,3    | 1       | 20      |
| 2021                    | Schwäbisch Hall Unicorns | 09     | 19        | 252       | 13,3      | 1         | 40        | 04      | 033     | 08,2    | 1       | 14      |
| 2022                    | Schwäbisch Hall Unicorns | 08     | 19        | 163       | 08,6      | 1         | 29        | 01      | 019     | 19,0    | 1       | 19      |
| GFL Gesamt              | GFL Gesamt               | 45     | 80        | 885       | 11,1      | 7         | 40        | 18      | 147     | 08,2    | 3       | 20      |
| Quellen: stats.gfl.info |                          |        |           |           |           |           |           |         |         |         |         |         |